# 洛斯安第斯县

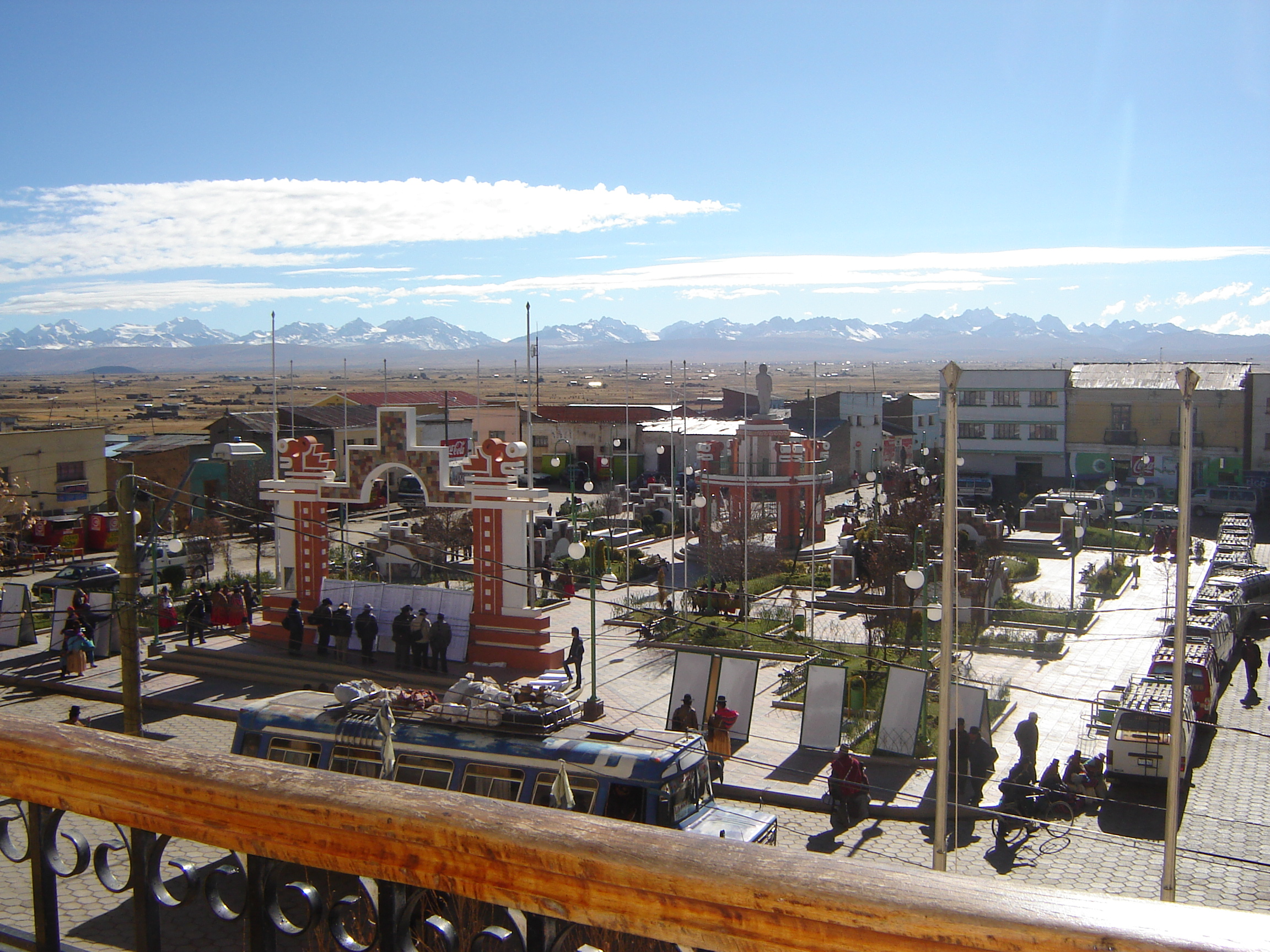

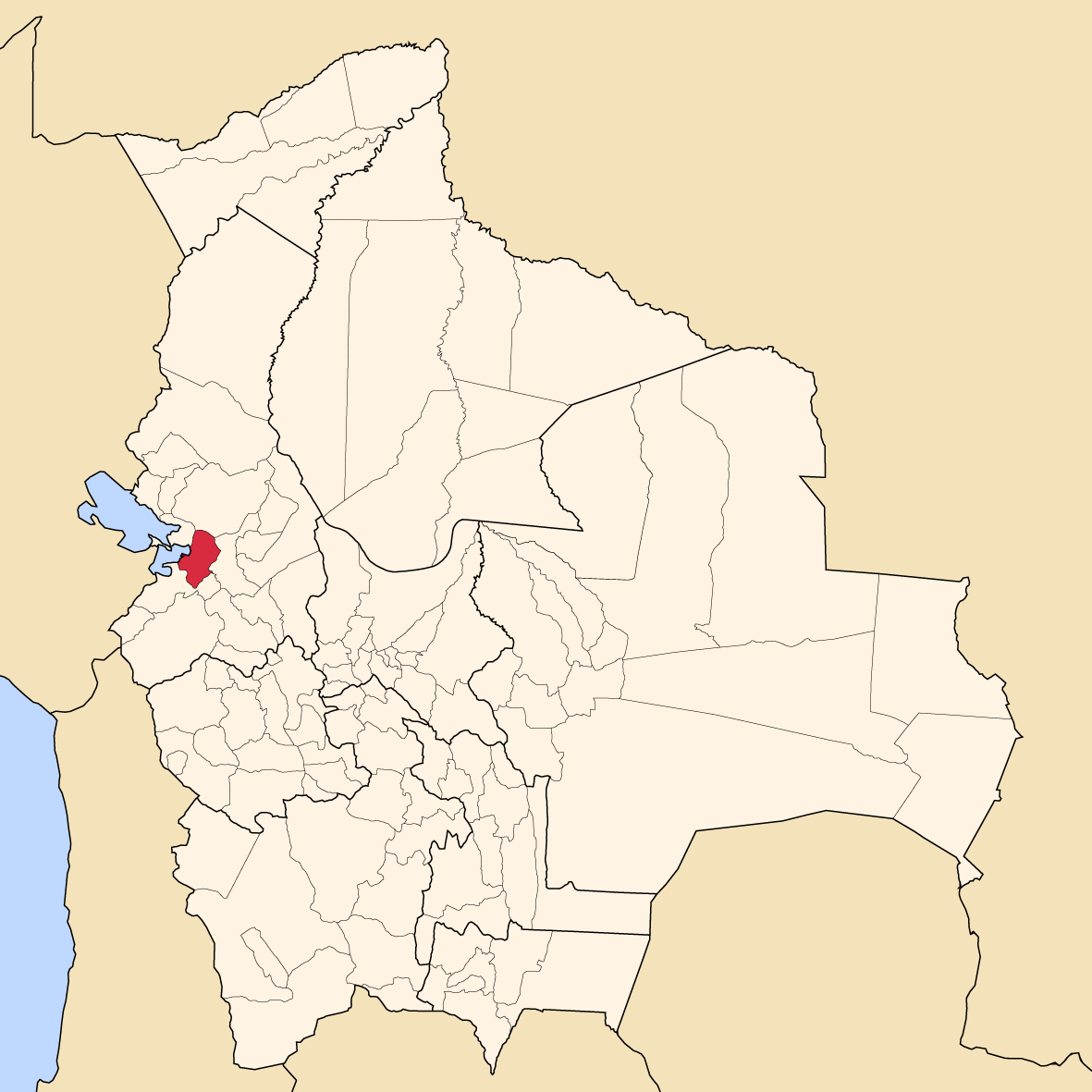

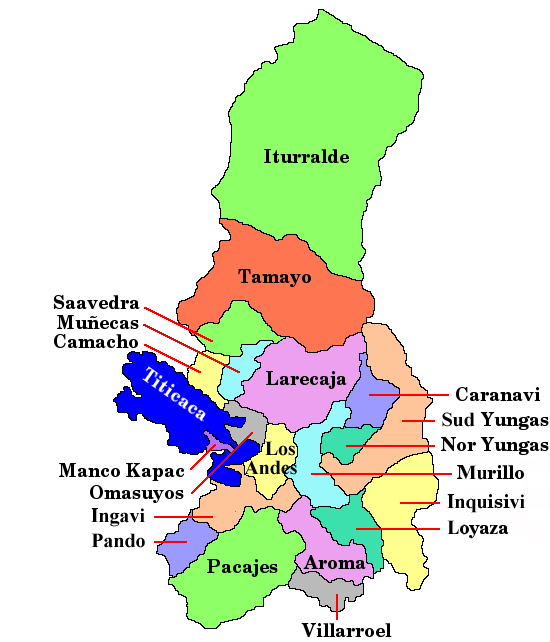

洛斯安第斯县（西班牙語：Provincia de Los Andes），是玻利維亞的县份，位於該國西部，屬於拉巴斯省的一部分，县府設於普卡拉尼，面積1,658平方公里，2012年人口77,579，人口密度每平方公里47人。